# Мачи (аул)
Мачи — покинутый аул в Галанчожском районе Чечни.

## География
Аул Мачи расположен к юго-востоку от районного центра Галанчож.
Ближайшие развалины аулов: на юго-западе — аулы Кереты и Зенгали, на северо-востоке — аул Чууш, на севере — аул Ами, на западе — аул Чиконди-Паде.

## История
Аул Мачи ликвидирован в 1944 году во время депортации чеченцев. После восстановления Чечено-Ингушской АССР чеченцам было запрещено возвращаться в свои исконные районы: Галанчожский, Шатойский и Итум-Калинский.
С 2012 года аул Мачи входит в состав ранее упразднённого Галанчожского района.